# Tucson Amateur Packet Radio Corporation
Die Tucson Amateur Packet Radio Corporation (TAPR) ist eine internationale Amateurfunk-Organisation. Der Name basiert auf der Tatsache, dass die Gruppe 1981 in Tucson, Arizona gegründet worden ist.
Zunächst lag der Fokus auf der Entwicklung eines Terminal Node Controllers (TNC), um Packet Radio für Funkamateure nutzbar zu machen. So basierten die Firmware und Hardware der vielen TNCs, die weltweit gebaut und genutzt wurden, auf Entwicklungen der TAPR.
Heute stehen andere Entwicklungen im Vordergrund. So entwickelt die TAPR das HPSDR (High Performance Software Defined Radio). Zusammen mit dem amerikanischen Amateurfunkverband ARRL veranstaltet die TAPR jährlich eine Digital Communications Conference.
2007 war TAPR involviert in die Erstellung der ersten Open-Source-Hardware-Lizenz, der "TAPR Open Hardware License". Sie wurde von Anwalt John Ackermann geschrieben mit Feedback von Open-Source-Vertretern wie Bruce Perens und Eric S. Raymond und abgesegnet nach Hunderten Beiträgen aus der Community.